# Rodrigo Lobo da Silveira, 1.º Conde de Sarzedas
D. Rodrigo Lobo da Silveira, sexto Senhor e primeiro Conde de Sarzedas, nascido nos últimos anos do século XVI, morreu em Goa em 13 de janeiro de 1656. 
Era seu pai D. Luís Lobo da Silveira, 5º Senhor de Sarzedas e Fermosa ou seja dos direitos reais de Sobreira Formosa, Comendador de Santa Olalha, etc. e de sua mulher D. Joana de Lima.
Era seu avô Rodrigo Lobo, senhor de Sarzedas e Pensões, casado com Maria de Noronha da Silveira, senhora de Sarzedas e Fermosa. Haviam sido pais de Fernão e Diogo, mortos na Índia: Margarida, casada com Gil Anes da Costa; Luísa, casada com António de Moura Teles, senhor de Póvoas; Antónia, casada com Francisco de Sousa Mancias e de Luís Lobo da Silveira.
Foi conselheiro de Estado, governador de Tânger, tomou parte na expedição à Bahia em 1625 sob as ordens diretas do general D. Manuel de Meneses, e as de D. Fadrique Osório capitão geral da denominada "Jornada dos Vassalos" ; para a reconquistar aos holandeses. O título de Conde de Sarzedas foi-lhe concedido por Filipe III de Portugal por Carta de 31 de outubro de 1630. 
Presidiu ao Senado de Lisboa, depois da aclamação de D. João IV de Portugal, e pertenceu ao Conselho de Guerra até 1644 quando foi nomeado Capitão de Ceilão e transferido para Governador e Vice-Rei da Índia (28.º deles) em 3 de março de 1655.
D. Brás de Castro governava então ilegalmente o Estado da Índia, pois se apossara do poder por meios violentos expulsando o conde de Óbidos. O Vice-Rei o aprisionou, com seus sequazes, retendo-os na Fortaleza da Aguada e depois os enviou para serem julgados no reino. Fez o que estava a seu alcance para defender as possessões portuguesas dos holandeses, mas morreu em pouco tempo, não sem que se tivessem levantado suspeitas de envenenamento.

## Casamento e descendência
Casou com D. Maria Antónia de Vasconcelos (e Meneses), filha do 4º conde de Linhares. 
- 1 -  D. Luís Lobo da Silveira (5 de maio de 1640-20 de abril de 1706) 2º conde de Sarzedas.
- 2 - Fernão da Silveira, Almirante da Frota, Marechal de campo em Flandres, casado com Joana de Sá e Meneses, senhora de São Cosmado.
  - A - Luís da Silveira (1647-1737) casado em 1670 com Luísa Bernarda de Lima de Sousa (1648-1737)
    - I  -  D. Brás Baltazar da Silveira, nascido em 1674, governador da Capitania de São Paulo e Minas de Ouro no Brasil. Senhor de São Cosmado, casou no Brasil mas o casamento não foi reconhecido na corte; casou com Joana Inez Vicenca de Meneses Vasconcelos e depois com Maria Caetana de Távora.
- 3 - Brites, casada com Nuno Alvares Botelho, conde de São Miguel.
- 4 - Maria Inácia de Meneses, casada em 1635 com Luís Álvares de Távora, 1º Marquês de Távora.
- 5 - Miguel da Silveira, alcaide-mor da Guarda, casado com D. Isabel da Silva.
- 6 - Afonso da Silveira.
- 7 - D. Joana de Lima
- 8 - D. Francisca de Lima.
- 9 - D. Antônia de Noronha.
- 10 - D. Luísa Simoa de Portugal, casada circa 1640 com D. Fernão de Sousa de Castelo-Branco Coutinho e Menezes, 10º conde de Redondo.
- 11 - D. Arcângela Maria de Portugal, casada com D. João de Castro Teles, senhor do Paul de Boquilobo.
- 12 - Filho de fulana, D. Manuel Lobo da Silveira, casado circa 1630 com Maria de Morais.